# Bobo (popolo)
I Bobo sono un gruppo etnico dell'Africa occidentale, presenti prevalentemente in Burkina Faso, dove danno il nome alla città di Bobo-Dioulasso, e in misura minore in Mali. Parlano la lingua bobo, appartenente al gruppo delle lingue mande.

## Terminologia
In gran parte della letteratura, il gruppo che vive nella zona di Bobo-Dioulasso è chiamato Bobo-Fing, letteralmente "Bobo neri". Tuttavia in lingua bambara viene chiamato "Bobo" anche un altro gruppo etnico, i Bobo-Oule/Wule, più precisamente chiamati Bwa. Mentre i Bwa sono un popolo Gur, che parla lingue gur (le lingue Bwa), i Bobo Fing (o Bobo Madare) sono un popolo Mande.

## Storia
I Bobo sono i discendenti di un'antica aggregazione che si riunì attorno a un certo numero di clan principali, nessuno dei quali conservava alcuna tradizione orale di immigrazione nell'area, fatto che fa pensare a un'origine autoctona del popolo, in quelli che sono oggi il Burkina Faso occidentale e il Mali orientale. La lingua e la cultura Bobo sono più strettamente legate a quelle dei loro vicini Mandé del nord e dell'ovest, come i Bambara e i Minianka, piuttosto che ai loro vicini orientali di ceppo voltaico, tra cui i Gurunsi e i Mossi.

## Economia
I Bobo sono soprattutto agricoltori. Per essi l'attività agricola non è semplicemente un mezzo di sussistenza, ma è la componente essenziale della loro vita quotidiana. Le principali colture alimentari sono il sorgo rosso, il miglio perlato, l'igname e il mais. Coltivano anche il cotone, che viene venduto alle fabbriche tessili di Koudougou.